# Synode von Whitby
Die Synode von Whitby von 664 war eine Kirchenversammlung im angelsächsischen Northumbria, die bestehende Differenzen in der auf der britischen Insel praktizierten kirchlichen Tradition zwischen römischem und iroschottischem Ritus ausräumen sollte.
Die Synode von Whitby, die in der Whitby Abbey stattfand, war für die Angelsachsen ein wichtiger Schritt weg von der iroschottischen und hin zur römischen Kirchenordnung. Vordergründig ging es um liturgische und rituelle Fragen wie die Form der Tonsur und das Datum des Osterfestes. Dahinter verbarg sich jedoch der Streit um unterschiedliche Vorstellungen von Kirche.  Dem Chronisten Beda Venerabilis zufolge wurden die strittigen Glaubensfragen offenbar als existentiell begriffen. Neben Bedas Kirchengeschichte dient vor allem die Vita Sancti Wilfrithi des Æddi Stephanus als Quelle für den Verlauf der Synode.

## Ausgangslage
Die iroschottische Kirche, die sich in Irland (durch die Mission des Heiligen Patrick) und in den romano-britischen Reichen der britischen Insel (Cornwall, Wales, Schottland) entwickelt hatte, war nie vom römischen Reich tangiert und erlebte auch die Wirren der Völkerwanderung nicht. Sie war somit im Frühmittelalter ein wichtiger Faktor in der Überlieferung des christlichen Wissens, da die Bücher der Antike in den keltischen Klöstern unbeschadet überlebten und durch eine hochstehende Buchkultur weitergeführt wurden. Die iroschottische Kirche blieb während dieser Zeit eigenständig und machte wie die Ostkirche viele Veränderungen der von Rom geprägten Westkirche nicht mit.
Zu dieser Zeit war die iroschottische Mission sehr erfolgreich – sowohl auf den Inseln als auch auf dem Festland. Entsprechend wurden auch die iroschottischen Vorstellungen von Kirche durch die Missionare verbreitet. In Irland gab es keine Diözesen wie in den zuvor zum römischen Reich gehörenden Gebieten. Vielmehr gab es Kirchensprengel der Klöster, und der Abt stand dem Bischof vor, also umgekehrt als in der römischen Kirche. Außerdem galt das Recht der brithem („Richter“) und nicht römisches Recht. Des Weiteren war das Wandermönchtum weit verbreitet, und die Verpflichtung zum Zölibat wurde mehrheitlich abgelehnt, so dass in den Klöstern nicht selten conhospitae (Mönche und Nonnen leben zusammen) praktiziert wurden.
Die Angelsachsen, die das Gebiet des späteren England eroberten, waren zunächst Heiden. Die Christianisierung der Angelsachsen erfolgte aus zwei Richtungen: ab 597 begann der von Papst Gregor dem Großen gesandte Augustinus von Canterbury von Kent aus im Süden und Osten Englands mit dem Aufbau eines Kirchensystems mit dem katholischen Ritus für die dortigen angelsächsischen Königreiche, die im Verlauf des 7. Jahrhunderts nach und nach bekehrt werden konnten. Etwa zur gleichen Zeit gelangen vom Kloster Iona aus den Iro-Schotten, die dem iroschottischen Ritus folgten, bedeutende Missionserfolge im Norden Englands (Gründung von Kloster Lindisfarne um 635), die bis hinunter nach Mercia reichten. Auf dem Festland folgte in diesem Jahrhundert in der Folge der Mission Columbans eine iroschottische Klostergründungswelle von rund 300 Klöstern.
In Northumbria, dem mächtigsten Reich der Heptarchie, trafen die beiden Traditionen aufeinander. Stand König Oswald, der 625 den ersten Bischof von York einsetzte, noch der katholischen Lehre nahe, setzte sich nach ihm die iro-schottische Kirche durch. Unter Oswiu drang dann wieder die katholische Liturgie vor.
Die strittigen Fragen konnten in der Praxis zu nicht geringen Problemen führen. So berichtet Beda Venerabilis, dass innerhalb des northumbrischen Königshauses König und Königin an verschiedenen Tagen Ostern feierten. Um diese Differenzen zu klären, berief König Oswiu für September 664 in Whitby eine Synode ein.

## Entscheidungen der Synode
König Oswiu sei danach, ebenso wie die Bischöfe Chad von York und Colman von Lindisfarne, ein Vertreter der Iro-Schotten gewesen, die römisch-katholische Position vertraten dagegen Oswius Sohn Ealhfrith, Wilfrid und Bischof Agilbert.
Die Iro-Schotten beriefen sich auf den heiligen Johannes und die Autorität des Heiligen Columba, während Wilfrid für die Römisch-katholischen auf den heiligen Petrus und das Konzil von Nicäa verwies. Es heißt, der Disput sei dadurch entschieden worden, dass König Oswiu erklärt hatte, er wage es nicht, sich länger gegen Sankt Peter zu stellen.
Bei diesem Streit wurden wichtige politische Interessen vertreten. König Oswiu sicherte sich mit dieser Synodalentscheidung fränkische Unterstützung. Er wollte mit Hilfe römisch geschulter Kleriker wie Wilfrith und vor allem des Erzbischofs Theodor von Canterbury seine Macht ausbauen.

## Auswirkungen
Damit war Northumbria für den katholischen Ritus gesichert; wer danach dort noch Anhänger der Iro-Schotten war, zog sich nach Schottland zurück. Der iroschottische Konvent des Klosters Lindisfarne verließ nach der Synode von Whitby das Kloster. Zwar erfolgte der Übergang der noch iroschottisch verbleibenden Landeskirchen erst nach und nach, doch war die Entwicklung durch die Festlegung Northumbrias unumkehrbar geworden.
Auf dem Festland wurden die entsprechenden Fragen bezüglich der beiden Riten, insbesondere die Mönchsordnung betreffend, auf dem Konzil von Autun debattiert und ebenfalls zugunsten Roms entschieden. In Autun wurde dabei erstmals die Regula Benedicti verpflichtend vorgeschrieben und damit versucht, der weit verbreiteten iroschottischen Regel Columbans entgegenzuwirken.
Zusammenfassend ist festzuhalten, dass mit diesem Synodenausgang die Bindung Englands hin zum Festland und zur römischen Kirche gestärkt wurde. Damit war aber auch ein erster Schritt getan, die Eigenständigkeit und Verbreitung der iroschottischen Liturgie und Kirchenordnung zu schwächen. Endpunkt dieses Prozesses war erst einige Jahrhunderte später die Synode von Cashel (1172), mit der die Eigenständigkeit der iroschottischen Kirche unterging.

## Belletristik
Der Krimi Absolution By Murder von 1994 (deutsch: Nur der Tod bringt Vergebung) des Autors Peter Tremayne behandelt die Synode von Whitby.